# Glironia venusta
La zarigüeya de cola de pincel, ratas pincel o glironia gris (Glironia venusta) es una especie de marsupial nativa de la cuenca amazónica, la única integrante del género Glironia. Es un animal muy poco conocido del que se tienen pocas referencias. 

## Faneróptica y anatomía
- Masa corporal: 95-119 g.
- Longitud del cuerpo:  16-20 cm.
- Longitud de la cola: 16-23 cm.

Las regiones dorsales de cabeza y tronco están cubiertas de pelo denso de color marrón a canela. Las regiones ventrales son más claras, de blanco a gris ceniciento. La textura varía desde suave y sedoso a lanudo y apretado. Una banda oscura surca cada ojo, aparentando ser una máscara.
La cola es larga y prensil y está cubierta de pelo en toda la superficie, característica que diferencia a esta zarigüeya del resto. Además, la cola en la base es del color del dorso, presenta un mechón de pelo blanco o salpicado de pelos de este color y se va ennegreciendo gradualmente hacia la punta.
La estructura del cráneo y las piezas dentarias son similares a las especies de los demás géneros de la subfamilia, si bien externamente son más parecidas a las especies del género Marmosa.

## Nutrición y hábitos alimentarios
Los hábitos dietéticos de esta especie son desconocidos, pero pueden ser similares a las especies del género Marmosa, basada en insectos, frutos, semillas e incluso huevos.

## Fisiología y comportamiento reproductivo
No se dispone de datos relativos a la reproducción de la especie.
El aparato genital masculino es característico de la subfamilia Caluromyinae, presentando dos bulbos uretrales en lugar de tres como ocurre en Didelphinae. Las hembras no presentan marsupio.

## Comportamiento animal
Glironia venusta es eminentemente arborícola aunque desciende al suelo al menos para alimentarse, pues Marshall en 1978 consiguió un ejemplar en el sotobosque.

## Distribución geográfica
Se han registrado por lo menos 28 hallazgos de ejemplares de esta especie: 5 en Perú  4 en Bolivia, 2 en Ecuador, 14 en Brasil y 3 en Colombia. Con cada vez más registros en lugares muy distantes entre sí, ha ganado aceptación la tesis según la cual G. venusta es rara localmente y difícil de encontrar, pero tiene una amplia distribución en el conjunto de la Amazonia.
| N.º | Sitio                         | Municipio / localidad  | Departamento / Estado | País     |
| --- | ----------------------------- | ---------------------- | --------------------- | -------- |
| 1   | 800 m.s.n.m.                  | Pozuzo                 | Pasco                 | Perú     |
| 2   | Los Yungas                    | Sud Yungas             | La Paz                | Bolivia  |
| 3   | Boca de Lagarto Cocha         | Cuyabeno               | Sucumbíos             | Ecuador  |
| 4   | Boca del Curaray              | Napo                   | Loreto                | Perú     |
| 5   | Montalvo                      | Cantón Pastaza         | Pastaza               | Ecuador  |
| 6   | El Hacha                      | Puerto Leguízamo       | Putumayo              | Colombia |
| 7   | Bocas del Mapuera             | Oriximiná              | Pará                  | Brasil   |
| 8   | Alto Río Urucú                | Tefé                   | Amazonas              | Brasil   |
| 9   | Cocha Cashu                   | Manu                   | Madre de Dios         | Perú     |
| 10  | Valle de Machariapo           | Apolo                  | La Paz                | Bolivia  |
| 11  | Carretera a El Puente         | San Javier             | Santa Cruz            | Bolivia  |
| 12  | Meseta de Huanchaca           | San Ignacio de Velasco | Santa Cruz            | Bolivia  |
| 13  | Fazenda Jaburi                | Espigão d'Oeste        | Rondônia              | Brasil   |
| 14  | Quebrada Vainilla             | Las Amazonas           | Loreto                | Perú     |
| 15  | Puerto Almendra               | Iquitos                | Loreto                | Perú     |
| 16  | Teotônio                      | Porto Velho            | Rondônia              | Brasil   |
| 17  | Reserva Riozinho da Liberdade | Tarauacá               | Acre                  | Brasil   |
| 18  | Reserva Adolpho Ducke         | Manaus                 | Amazonas              | Brasil   |
| 19  | Río Cabaçal                   | Mirassol d'Oeste       | Mato Grosso           | Brasil   |
| 20  | Floresta Tapirapé             | Marabá                 | Pará                  | Brasil   |
| 21  | Represa Guaporé               | Vale de São Domingos   | Mato Grosso           | Brasil   |
| 22  | Santo Antonio do Rio Bonito   | Nova Ubiratã           | Mato Grosso           | Brasil   |
| 23  | Floresta Carajás              | Parauapebas            | Pará                  | Brasil   |
| 24  | Represa Teles Pires           | Jacareacanga           | Pará                  | Brasil   |
| 25  | Río Tales Pires               | Paranaíta              | Mato Grosso           | Brasil   |
| 26  | Terra Indígena Roosevelt      | Pimenta Bueno          | Rondônia              | Brasil   |
| 27  | El Capricho                   | San José del Guaviare  | Guaviare              | Colombia |
| 28  | Ducutipabo                    | San Felipe             | Guainía               | Colombia |